# 貢巴區
貢巴區是非洲中部國家烏干達的111個區之一，由中部區負責管轄，首府是卡諾尼，距離首都坎帕拉約97公里和姆皮吉60公里，經濟產業有畜牧業和自給農業，2010年人口估計為100,000。

## 外部連結
- Gomba District Homepage

00°11′N 31°55′E / 0.183°N 31.917°E